# Митрониха
Митрониха — деревня в Шатурском муниципальном районе Московской области. Входит в состав Дмитровского сельского поселения. Население — 18 чел. (2013).

## Расположение
Деревня Митрониха расположена в южной части Шатурского района, расстояние до МКАД порядка 149 км. Высота над уровнем моря 129 м.

## Название
В письменных источниках деревня упоминается как Митронинская, позднее Митрониха.

## История
Впервые упоминается в писцовой Владимирской книге В. Кропоткина 1637—1648 гг. как пустошь Митронинская Ильмянской кромины волости Муромское сельцо Владимирского уезда Замосковного края Московского царства. Пустошь принадлежала стряпчему Тимофею Никоновичу Бутурлину.
Последней владелицей деревни перед отменой крепостного права была подпоручица Анна Сергеевна Авдулина.
После отмены крепостного права деревня вошла в состав Дубровской волости.
В советское время деревня входила в Бородинский сельсовет.

## Население
| 1858 | 1859 | 1885 | 1905 | 1970 | 1993 |
| ---- | ---- | ---- | ---- | ---- | ---- |
| 234  | ↘227 | ↗333 | ↗361 | ↘140 | ↘57  |
| 2002 | 2006 | 2010 | 2011 | 2013 |      |
| ↘33  | ↗34  | ↘17  | ↗27  | ↘18  |      |

## Галерея
- Дорожный указатель на деревню
- Остановка Митрониха
- Таксофон в деревне
- Пруд
- Митрониха